# Кологори
Колого́ри - село у Бібрській міській об'єднаній територіальній громаді, у Львівському районі, Львівської області.
Населення становить 352 особи. Орган місцевого самоврядування — Бібрська міська рада. На краю села є дерев'яна церква св. Варвари 1927. Найближчі сусідні села — Соколівка, Дев'ятники, Ходорківці та П'ятничани.

## Розташування
Село Кологори розташоване на правому березі невеликої річки Боберки, яка несе свої води в Отиневицький став. З усіх сторін село оточують пагорби. Село не витягнуте в лінію, як більшість прирічкових поселень, а побудоване ніби по кругу. На краю села розташована дерев'яна церква святої Варвари 1927 р.

## Походження назви села
Доказом існування монастиря біля П'ятничанського городища в далекому минулому, згідно з думкою деяких дослідників, може бути і назва сусіднього від П'ятничан, села — Кологори, тобто біля гори "кало гури".
Географічний Словник (Slownik geograficzny krolewstwa Polskiego i innych krajow Slowianskich. Warszawa.1880. т.XIII) стверджує: "Біля П'ятничан розташоване також село Кологури (або Калагури), що підтверджує існування монастиря; бо ж монахів на Буковині ще й сьогодні називають «калагурами».

## Політика

### Парламентські вибори, 2019
На позачергових парламентських виборах 2019 року у селі функціонувала окрема виборча дільниця № 460305, розташована у приміщенні народного дому.
Результати
- зареєстровано 214 виборців, явка 72,90%, найбільше голосів віддано за «Європейську Солідарність» — 25,00%, за «Слугу народу» — 23,72%, за «Голос» — 15,38%.[2] В одномандатному окрузі найбільше голосів отримав Андрій Кіт (самовисування) — 69,23%, за Володимира Наконечного (Слуга народу) — 7,05%, за Олега Канівця (Громадянська позиція) — 5,77%[3].

## Персоналії

### Померли
- Василь Заставний — районний референт Служби безпеки, організаційний референт районного проводу ОУН Новострілищанського району, автор пісні «Лента за лентою», Лицар Бронзового Хреста Заслуги УПА.